# Backend
Een backend, van het Engelse back end, is een programma of deel van een programma dat onzichtbaar is voor de gebruiker. Het kan eventueel via een command-line-interface worden geactiveerd. De interactie met gebruikers verloopt niet rechtstreeks met de backend maar via de grafische gebruikersinterface oftewel frontend van het programma. Een backend bestaat meestal uit API's.

## Voorbeelden
- De server in het client-servermodel
- Scanner Access Now Easy SANE kan door Simple Scan of XScan worden herkend en gebruikt
- FFmpeg is een backend en wordt onder meer toegepast in OpenShot.